# Мурзицкий сельсовет (Кулебакский район)
Мурзицкий сельсовет — административно-территориальная единица в составе городского округа город Кулебаки Нижегородской области России). До 2015 года составлял сельское поселение Кулебакского района.
Административный центр — село Мурзицы.

## Население
| 2002 | 2010  | 2012  | 2013  | 2014  | 2015  |
| ---- | ----- | ----- | ----- | ----- | ----- |
| 2411 | ↘2383 | ↘2350 | ↘2322 | ↘2298 | ↘2287 |

## Населенные пункты
| № | Населённый пункт | Тип                          | Население |
| - | ---------------- | ---------------------------- | --------- |
| 1 | Молочной фермы   | посёлок                      | ↗271      |
| 2 | Мурзицы          | село, административный центр | ↘1801     |
| 3 | Первомайский     | посёлок                      | ↘311      |